# AACTA alla miglior serie per bambini
L'AACTA alla miglior serie per bambini è un premio cinematografico assegnato annualmente dall'Australian Film Institute come parte dei premi in televisione per l'eccellenza nelle serie per bambini. Il premio è creato nel 1991 e nel 2009 è stata assegnata una categoria aggiuntiva per la migliore serie d'animazione televisiva per bambini.

## Vincitori e candidati

### Anni 1990
- 1991
  - Il faro incantato (Round The Twist) – Antonia Barnard (Seven Network)
- 1992
  - Lift Off – Patricia Edgar
- 1993
  - Il faro incantato (Round The Twist) – Patricia Edgar e Antonia Barnard (ABC TV)
- 1994
  - Sky Trackers (Sky Trackers) – Patricia Edgar e Margot McDonald
- 1995
  - The Ferals – Wendy Gray (ABC TV)
- 1996
  - Spellbinder (Spellbinder) – Noel Price (Nine Network)
- 1997
  - Il mondo di Wayne (The Wayne Manifesto) – Alan Hardy (ABC TV)
- 1998
  - Blabbermouth and Stickybeak – Ann Darrouzet (ABC TV)
- 1999
  - See How They Run – Josephine Ward

### Anni 2000
- 2000
  - Eugenie Sandler P.I. – Margot McDonald (ABC TV)
- 2001
  - Cybergirl – Jonathan M. Shiff e Daniel Scharf (Network Ten)
- 2002
  - Short Cuts – Margot McDonald
- 2003
  - Out There (Out There) – Michael Bourchier
- 2004
  - Geni per caso (Wicked Science) – Jonathan M. Shiff e Daniel Scharf
- 2005
  - Holly's Heroes – Ann Darrouzet, Dave Gibson e Jenni Tosi
- 2006
  - Perché a me? (Mortified) – Phillip Bowman e Bernadette O'Mahony
- 2007
  - Lockie Leonard – Kylie du Fresne (Nine Network)
- 2008
  - Blue Water High (Blue Water High) – Noel Price e Dennis Kiely (ABC TV)
- 2009
  - Elephant Princess (The Elephant Princess) – Jonathan M. Shiff e Joanna Werner (Network Ten)

### Anni 2010
- 2010
  - My Place – Penny Chapman (ABC3)
  - Dance Academy (Dance Academy) - Joanna Werner (ABC TV)
  - Le sorelle fantasma (Dead Gorgeous) - Ewan Burnett e Margot McDonald (ABC TV)
  - Lockie Leonard - Kylie Du Fresne (Nine Network)

- 2011
  - My Place – Penny Chapman (ABC3)
  - Cyber Girls (A gURLs wURLd) - Noel Price (Nine Network)
  - Gasp! - Suzanne Ryan (Nine Network)
  - H2O (H2O: Just Add Water) - Jonathan M. Shiff (Network Ten)

- 2012
  - The Adventures of Figaro Pho – Dan Fill, Frank Verheggen e David Webster (ABC3)
  - Dance Academy (Dance Academy) - Joanna Werner (ABC3)
  - Flea-Bitten! - Gillian Carr (Nine Network)
  - Guess How Much I Love You: The Adventures of Little Nutbrown Hare - Suzanne Ryan, Seng Choon Meng, Sebastian Debertin e Tina Sicker (Disney Junior/ABC2)

- 2013
  - Nowhere Boys (Nowhere Boys) – Tony Ayres e Beth Frey (ABC3)
  - Dance Academy (Dance Academy) - Joanna Werner (ABC3)
  - Peleda - Luke Jurevicius e Nathan Jurevicius (ABC3)
  - You're Skitting Me - Toni Malone e Damian Davis (ABC3)

- 2014
  - The Flamin' Thongs – Colin South e Keith Saggers (ABC3)
  - Get Ace – Gian Christian e Dina McPherson (Eleven)
  - Sam Fox: Extreme Adventures – Michael Bourchier, Suzanne Ryan, Cherrie Bottger e Arne Lohmann (Eleven)
  - Worst Year of My Life Again – Ross Allsop e Bernadette O'Mahony (ABC3)

- 2015
  - Ready for This – Darren Dale, Miranda Dear e Joanna Werner (ABC3)
  - Little Lunch – Robyn Butler e Wayne Hope (ABC3)
  - The New Adventures of Figaro Pho – Daniel Fill, Frank Verheggen e Luke Jurevicius (ABC3)
  - Nowhere Boys (Nowhere Boys) – Beth Frey (ABC3)

- 2016
  - Beat Bugs – Josh Wakely e Jennifer Twiner McCarron (7TWO)
  - Bottersnikes & Gumbles – Patrick Egerton (Seven Network)
  - Gli Abissi (The Deep) – Avrill Stark e Asaph Fipke (7TWO)
  - Play School – Jan Stradling, Sophie Emtage, Sarah Dabro e Rebecca O'Brien (ABC2)

- 2017
  - Little Lunch – The Specials – Robyn Butler e Wayne Hope (ABC)
  - Mustangs FC – Amanda Higgs e Rachel Davis (ABC Me)
  - Nowhere Boys – Two Moons Rising – Beth Frey, Tony Ayres e Michael McMahon (ABC Me)
  - The Wild Adventures of Blinky Bill – Barbara Stephen, Alexia Gates-Foale e Tracy Lenon (7TWO)